# Flavy-le-Martel
Flavy-le-Martel és un municipi francès situat al departament de l'Aisne i a la regió dels Alts de França. L'any 2007 tenia 1.625 habitants.

## Demografia

### Població
El 2007 la població de fet de Flavy-le-Martel era de 1.625 persones. Hi havia 584 famílies de les quals 137 eren unipersonals (62 homes vivint sols i 75 dones vivint soles), 182 parelles sense fills, 224 parelles amb fills i 41 famílies monoparentals amb fills.
La població ha evolucionat segons el següent gràfic:
Habitants censats

### Habitatges
El 2007 hi havia 649 habitatges, 595 eren l'habitatge principal de la família, 9 eren segones residències i 45 estaven desocupats. 627 eren cases i 21 eren apartaments. Dels 595 habitatges principals, 457 estaven ocupats pels seus propietaris, 115 estaven llogats i ocupats pels llogaters i 23 estaven cedits a títol gratuït; 1 tenia una cambra, 24 en tenien dues, 86 en tenien tres, 187 en tenien quatre i 297 en tenien cinc o més. 450 habitatges disposaven pel capbaix d'una plaça de pàrquing. A 247 habitatges hi havia un automòbil i a 246 n'hi havia dos o més.

### Piràmide de població
La piràmide de població per edats i sexe el 2009 era:
| Homes | Edats   | Dones |
| ----- | ------- | ----- |
| 4     | 95 o +  | 16    |
| 0     | 90 a 94 | 4     |
| 12    | 85 a 89 | 24    |
| 8     | 80 a 84 | 40    |
| 32    | 75 a 79 | 48    |
| 12    | 70 a 74 | 28    |
| 56    | 65 a 69 | 44    |
| 32    | 60 a 64 | 28    |
| 52    | 55 a 59 | 28    |
| 72    | 50 a 54 | 72    |
| 68    | 45 a 49 | 52    |
| 40    | 40 a 44 | 56    |
| 20    | 35 a 39 | 32    |
| 48    | 30 a 34 | 44    |
| 56    | 25 a 29 | 56    |
| 44    | 20 a 24 | 24    |
| 72    | 15 a 19 | 36    |
| 56    | 10 a 14 | 44    |
| 44    | 5 a 9   | 48    |
| 44    | 0 a 4   | 40    |

## Economia
El 2007 la població en edat de treballar era de 977 persones, 652 eren actives i 325 eren inactives. De les 652 persones actives 602 estaven ocupades (353 homes i 249 dones) i 50 estaven aturades (24 homes i 26 dones). De les 325 persones inactives 99 estaven jubilades, 80 estaven estudiant i 146 estaven classificades com a «altres inactius».

### Ingressos
El 2009 a Flavy-le-Martel hi havia 603 unitats fiscals que integraven 1.544,5 persones, la mediana anual d'ingressos fiscals per persona era de 16.274 €.

### Activitats econòmiques
Dels 51 establiments que hi havia el 2007, 3 eren d'empreses alimentàries, 2 d'empreses de fabricació d'altres productes industrials, 10 d'empreses de construcció, 9 d'empreses de comerç i reparació d'automòbils, 1 d'una empresa de transport, 2 d'empreses d'hostatgeria i restauració, 1 d'una empresa d'informació i comunicació, 5 d'empreses financeres, 13 d'entitats de l'administració pública i 5 d'empreses classificades com a «altres activitats de serveis».
Dels 14 establiments de servei als particulars que hi havia el 2009, 1 era una oficina de correu, 1 una oficina bancària, 1 taller de reparació d'automòbils i de material agrícola, 1 paleta, 1 guixaire pintor, 3 fusteries, 2 lampisteries, 1 electricista, 2 perruqueries i 1 restaurant.
Dels 7 establiments comercials que hi havia el 2009, 3 eren fleques, 1 una peixateria, 1 una llibreria i 2 floristeries.
L'any 2000 a Flavy-le-Martel hi havia 5 explotacions agrícoles que ocupaven un total de 610 hectàrees.

## Equipaments sanitaris i escolars
El 2009 hi havia 1 farmàcia i 1 ambulància.
El 2009 hi havia una escola elemental. Flavy-le-Martel disposava d'un col·legi d'educació secundària amb 358 alumnes.

## Poblacions més properes
El següent diagrama mostra les poblacions més properes.